# Tapinocyba emertoni
Tapinocyba emertoni är en spindelart som beskrevs av Barrows och Ivie 1942. Tapinocyba emertoni ingår i släktet Tapinocyba och familjen täckvävarspindlar. Inga underarter finns listade i Catalogue of Life.